# لسان الثور الطرفي
لسان الثور الطَرَفي (باللاتينية: Anchusa limbata) نوع نباتي يتبع جنس لسان الثور من الفصيلة الحِمحِمية.

## البيئة والانتشار
موطنه تركيا.

## مرادفات للاسم العلمي
- (باللاتينية: Hormuzakia limbata (Boiss. & Heldr.) Guşul.)